# Roată de tors

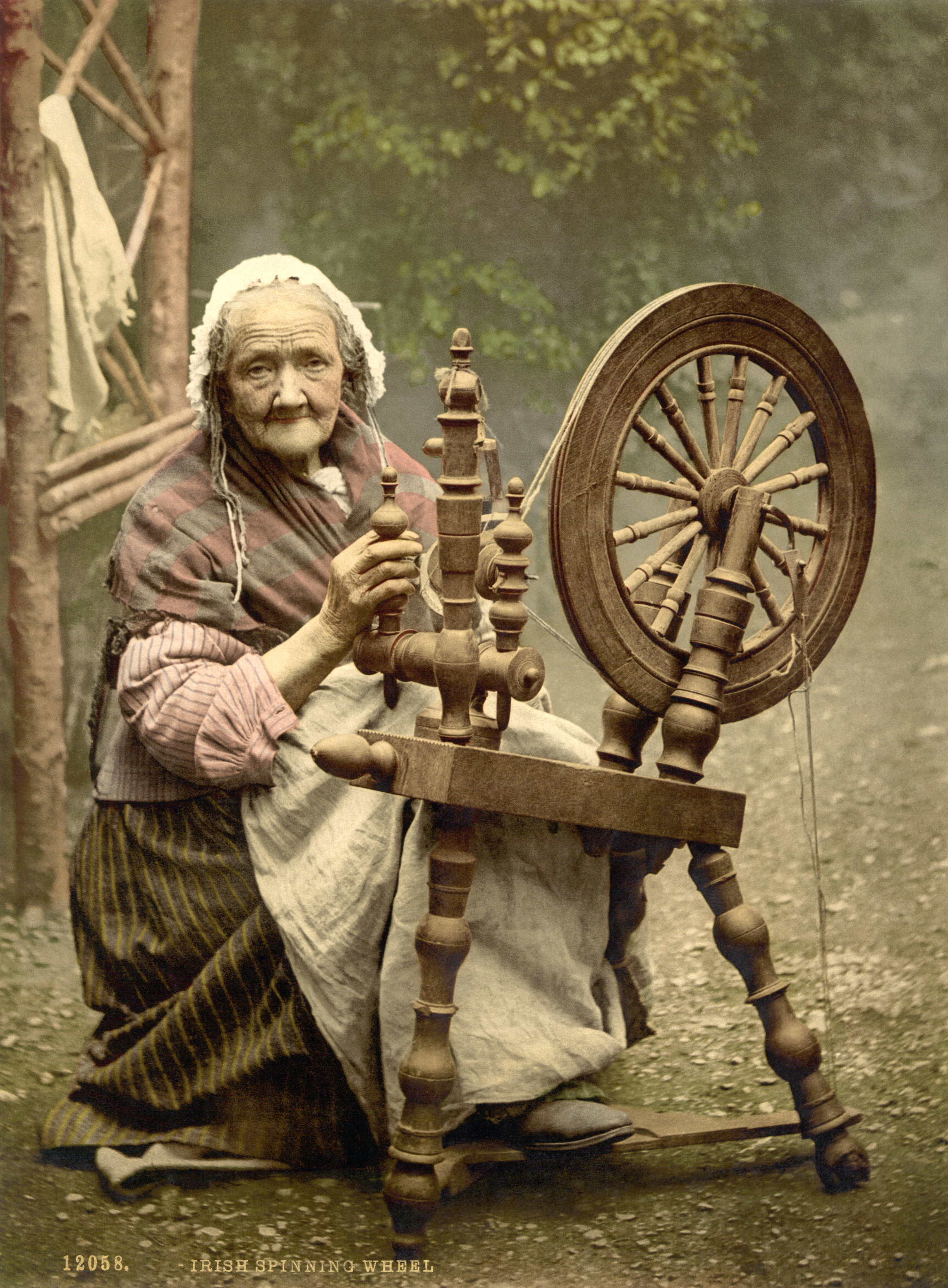
Roată de tors Irlandeză (cca. 1900)

O roată de tors este o unealtă tehnică veche, cu o roată acționată de o pedală sau de o manivelă și utilizată pentru toarcerea (răsucirea) lânii, cânepei sau inului, precum și a oricăror alte fibre, în vederea obținerii unui fir rezistent folosit într-o prelucrare ulterioară, de exemplu țesături, tricotaje.
La tors, firele libere sunt prelucrate într-un singur fir, răsucindu-le și întinzându-le în același timp.
Atât roata de tors cu palete (titirez, pentru echilibrarea rotației), care este de obicei acționată de picior, cât și roata de tors cu fus acționată manual, sunt denumite roți de tors.

## Istoric

Drapelul de independență al Indiei în 1931, încă sub stăpânirea britanică

Roțile de tors au fost fabricate de meseriași (producători de fusuri), care au fabricat în principal echipamente din lemn pentru industria de tors și țesut.
Nu este sigur când și unde a fost inventată roata de tors, există reprezentări grafice din India și China între secolele al V-lea și al X-lea.

## Construcția
Partea mecanică

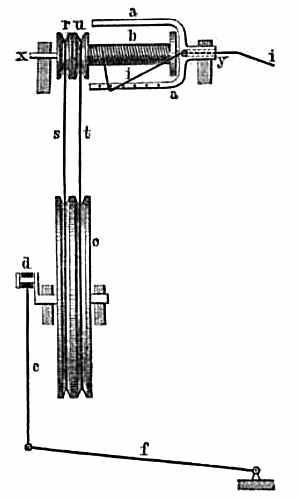
Principiul de funcționare al unei roți de tors

O roată de tors cu palete constă din următoarele părți (literele dintre paranteze se referă la schița alăturată):
- Pedală (f). În mod tradițional, plăcile de rulare erau făcute doar pentru un picior (de obicei cel drept), roțile de tors moderne sunt construite cu  pedale duble, adică persoana care toarce poate acționa pedalele alternativ cu ambele picioare ca la bicicletă.
- manivelă (d)
- bielă (e)
- roata volant (c)
- curele de transmisie (s și t) care pot fi din șnur sau piele
- Aripioara de tors. Aripioara care se rotește în jurul axei xy, la rândul ei constă din:
  - aripa propriu-zisă în formă de U, cu o deschidere de alimentare (y) din metal sau lemn și două brațe de aripă (a). Pe ambele brațe sunt atașate dispozitivele de ghidare pentru firul rezultat (i), care pot fi rânduri de cârlige fixate ferm sau găuri pentru un singur cârlig relocabil sau o bridă glisantă.
  - fusul (x). De obicei, aceasta este atașat ferm la aripă și formează prelungirea deschiderii de alimentare (y).
  - bobina (b) mobilă liber pe ax cu un titirez (mic disc volant), care prin greutatea sa face rotația mai ușoară și uniformă (u). Titirezul este un disc cu canelură care este folosit pentru a transmite rotația prin frecare. În mod tradițional, o bobină are doar un titirez la un capăt, roțile de tors moderne au la ambele capete câte un disc titirez.
  - În cazul modelelor cu fir dublu și cu aripi, există un titirez suplimentar (r), care este fixat ferm la fus, de obicei prin intermediul unui filet. Diametrele roților de curea ale titirezilor sun diferite pentru a imprima viteze diferite bobinei și aripii.

Cadrul portant
Construcția roților de tors este foarte diversă. Există tipuri cu bancă pe trei sau patru picioare și structura dispozitivului pe ea, dar și tipuri al căror cadru stă direct pe podea.
Aripa care se rotește poate fi dispusă lateral față de volant sau deasupra lui.

## Principiul de funcționare
Persoana care toarce pune volantul în mișcare dându-i un impuls cu mâna după care continuarea rotației se face prin intermediul pedalei. Rotația volantului este transferată la aripa care se rotește. Diferența în diametrul volantului și a titirezului dă așa-numitul raport de transmisie. Un raport de 1: 5 înseamnă că o acționare a pedale ce duce la o rotație completă a volantului, provoacă în același timp 5 rotații ale aripii rotitoare.
Sarcina aripii de rotație este de a răsuci fibrele împreună și, în același timp, de a le înfășura pe bobină. Abilitatea persoanei care toarce constă în tragerea atâtor fibre din caier, cât sunt necesare pentru grosimea firului dorit și în executarea atâtor răsuciri în fir cât este necesar pentru gradul de rezistență dorit.

## Galerie foto

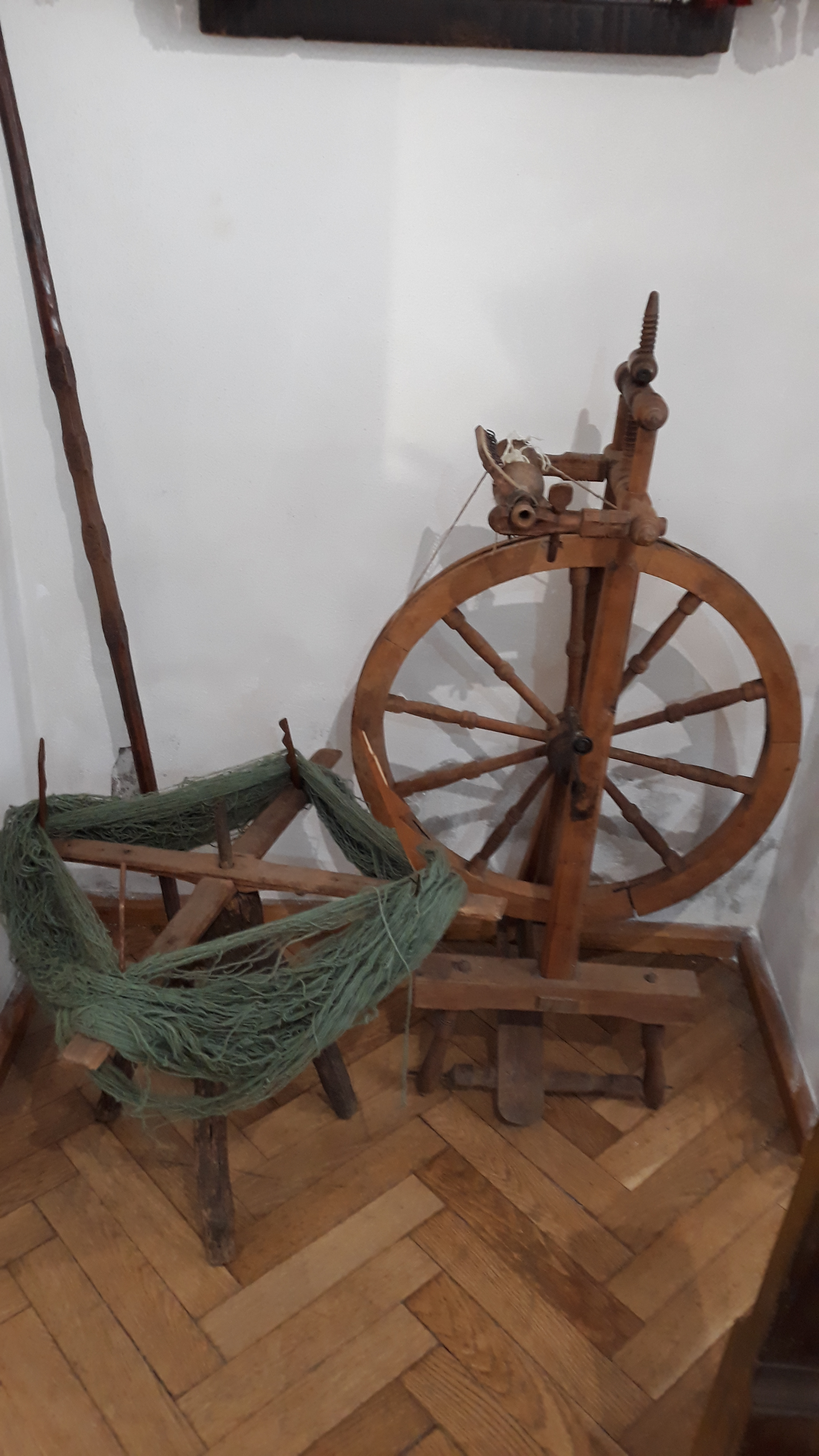
Roată de tors și vârtelniță din Ardeal
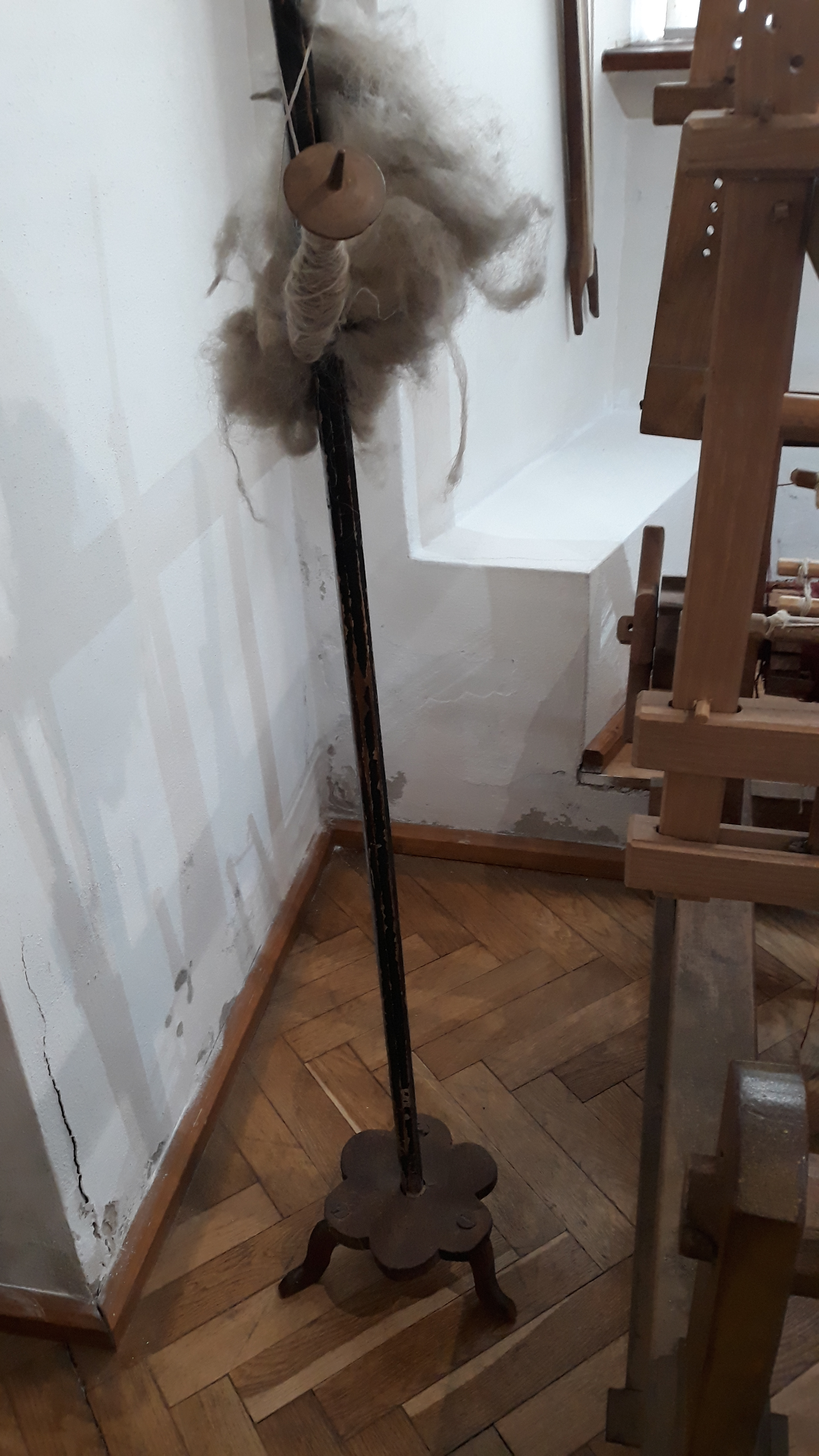
Furcă de caier din Ardeal
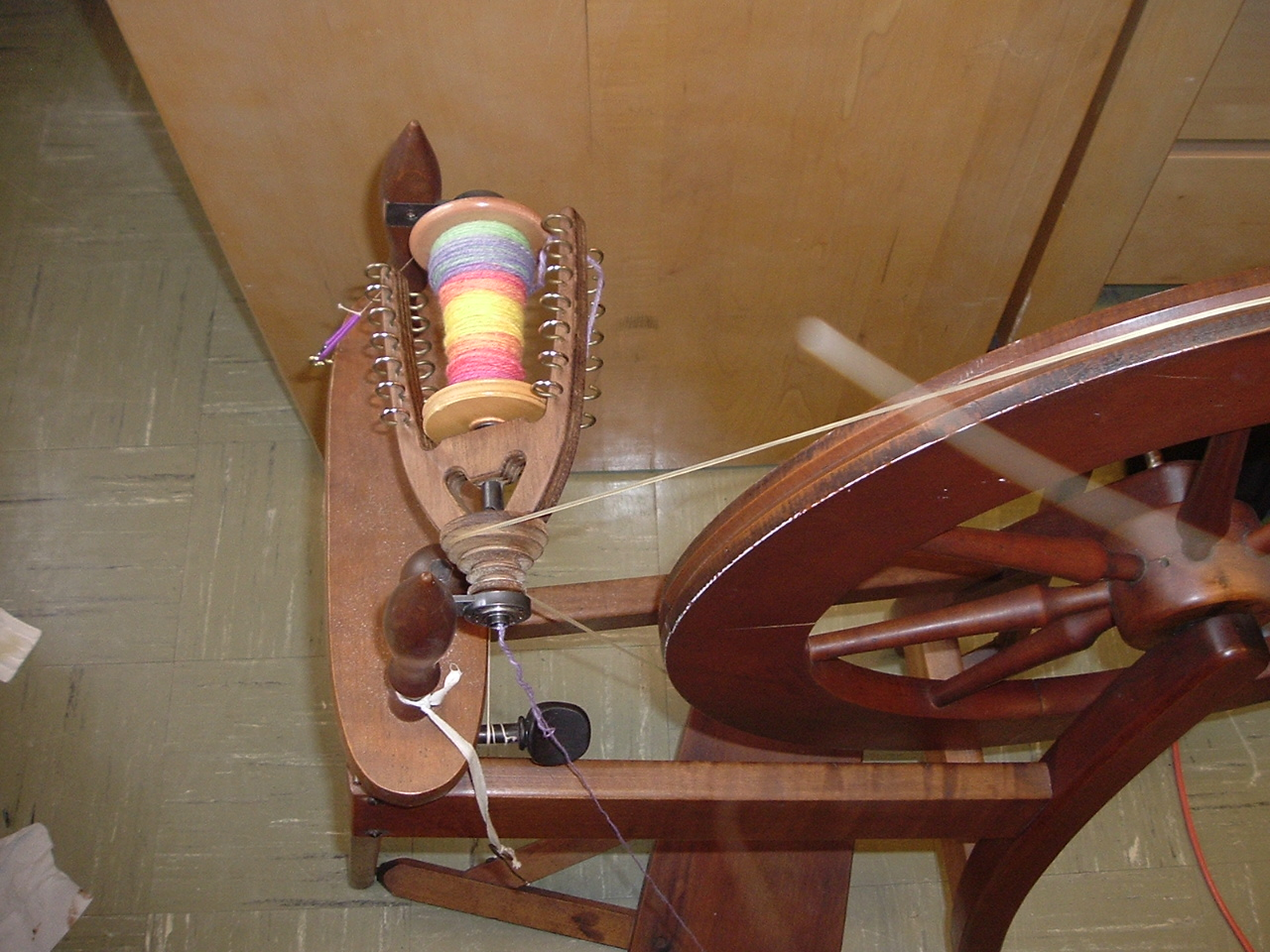
Roată de tors cu un fir
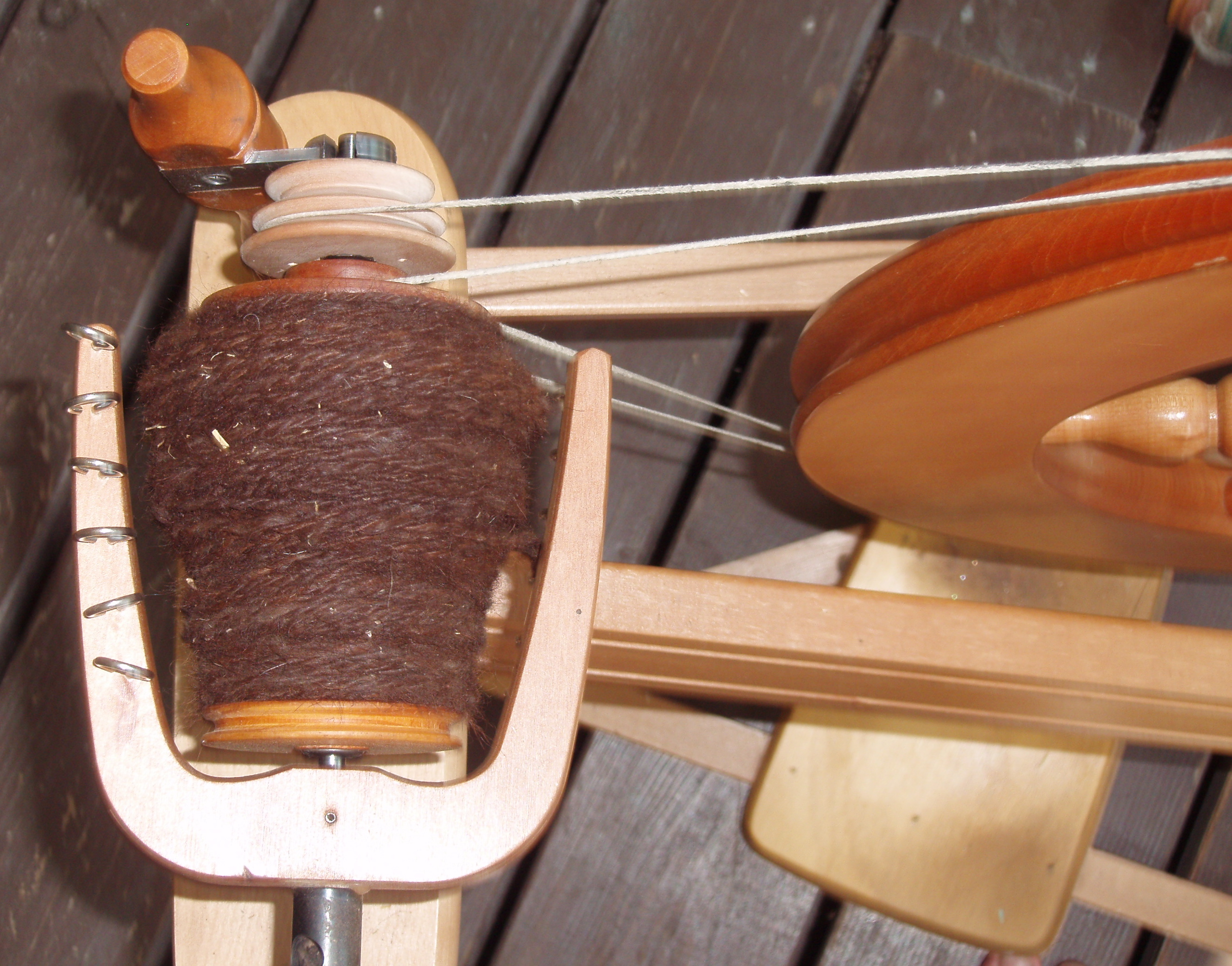
Roată de tors cu fir dublu
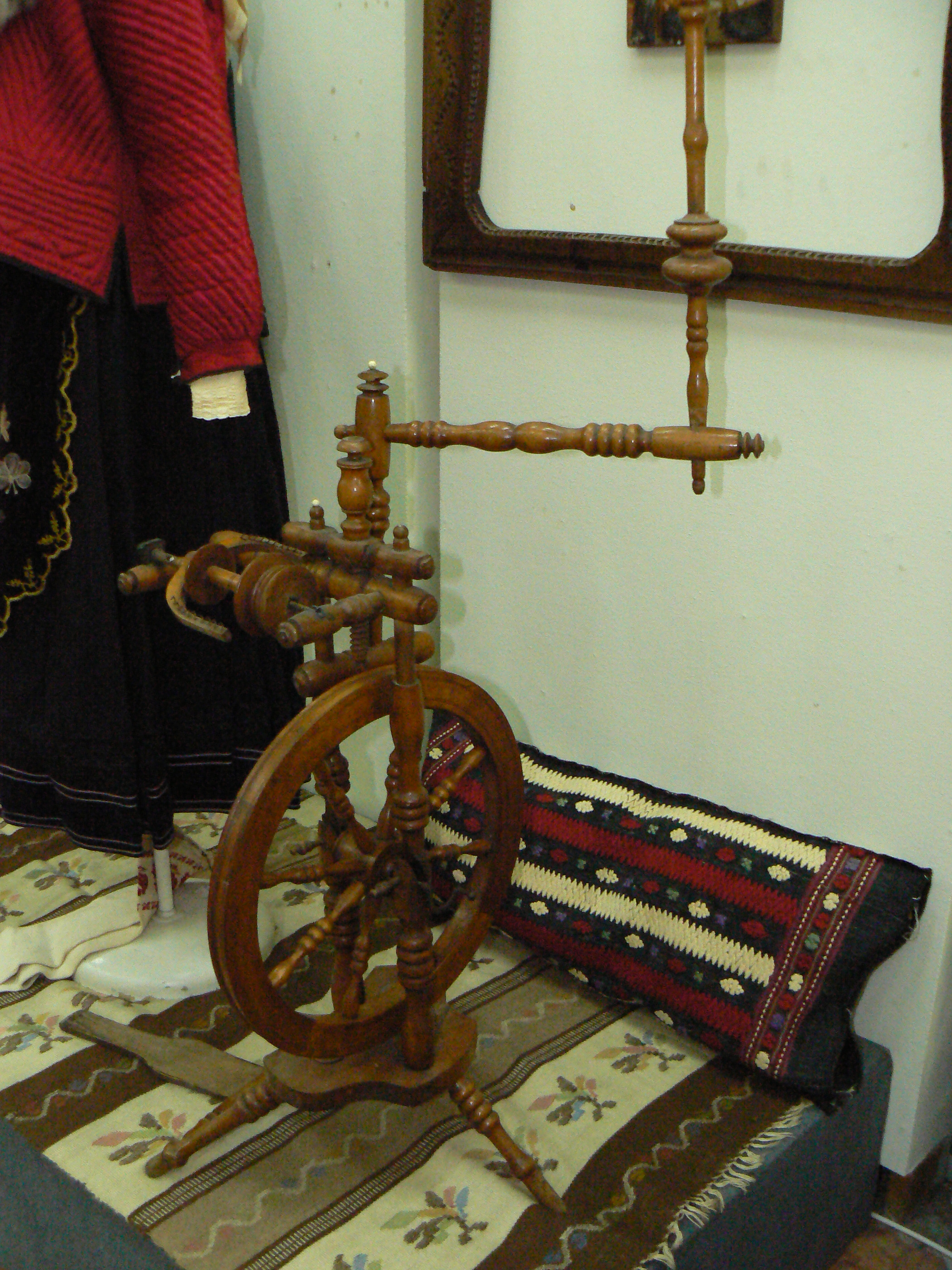
Roată de tors din Bulgaria